# Hervé Wattine
Hervé Wattine es un deportista francés que compitió en vela en la clase 470. Ganó una medalla de plata en el Campeonato Mundial de 470 de 1980.

## Palmarés internacional
| Campeonato Mundial | Campeonato Mundial    | Campeonato Mundial | Campeonato Mundial |
| Año                | Lugar                 | Medalla            | Clase              |
| ------------------ | --------------------- | ------------------ | ------------------ |
| 1980               | Porto Alegre (Brasil) | Medalla de plata   | 470                |